# Kuhstoß
Kuhstoß, früher auch Kustot genannt, ist eine Hofschaft im Stadtteil Gennebreck der Stadt Sprockhövel im Ennepe-Ruhr-Kreis, Nordrhein-Westfalen.

## Lage und Beschreibung
Kuhstoß liegt im südwestlichen Teil des Sprockhöveler Stadtgebiets an der Stadtgrenze zu Wuppertal im Süden. Westlich befindet sich die Ortschaft Horath, die zweitgrößte Ansiedlung im Stadtteil.
Weitere Nachbarorte sind Stoppelbruch, Stöcken, Stöckerbrögel, Stöckerbecke, Kreiskotten, Huxel auf Sprockhöveler und Hatzfeld, Sauerholz, Flanhard und Schaumlöffel auf Wuppertaler Stadtgebiet. Bei Kuhstoß entspringt ein Quellbach des Deilbachs.

## Geschichte
Kuhstoß besaß laut einem Gennebrecker Güterverzeichnis 1704 ein oder zwei Hofgüter und war einer der Unterhöfe des Oberhofs Einern.
Der Ort gehörte bis 1807 der Gennebrecker Bauerschaft innerhalb des Hochgerichts und der Rezeptur Schwelm des Amts Wetter in der Grafschaft Mark an. Von 1807 bis 1814 war Kuhstoß aufgrund der napoleonischen Kommunalreformen im Großherzogtum Berg Teil der Landgemeinde Gennebreck innerhalb der neu gegründeten Mairie Hasslinghausen im Arrondissement Hagen, die nach dem Zusammenbruch der napoleonischen Administration nun der Bürgermeisterei Haßlinghausen (ab 1844 Amt Haßlinghausen) im Landkreis Hagen (ab 1897 Kreis Schwelm, ab 1929 Ennepe-Ruhr-Kreis) angehörte.  
Kuhstoß erscheint auf der Niemeyersche Karte, Ausgabe Spezialkarte des Bergwerkdistrikts des Distrikts Blankenstein, von 1788/89 mit zwei Gebäuden. Der Ort ist auf der Preußischen Uraufnahme von 1840 als Im Kuhstoht verzeichnet. Ab der Preußischen Neuaufnahme von 1892 ist der Ort auf Messtischblättern der TK25 als Kuhstoß verzeichnet.    
Das Gemeindelexikon für die Provinz Westfalen gibt 1885 für Kuhstoß eine Zahl von 13 Einwohnern an, die in einem Wohnhause lebten, ebenso 1895. 1905 zählte der Ort ein Wohnhaus und vier Einwohner.
Am 1. Januar 1970 wurde das Amt Haßlinghausen aufgelöst und die amtsangehörige Landgemeinde Gennebreck mit Kuhstoß in die Stadt Sprockhövel eingemeindet.